# Алаи (Ористано)
Алаи (итал. Allai) је насеље у Италији у округу Ористано, региону Сардинија.
Према процени из 2011. у насељу је живело 354 становника. Насеље се налази на надморској висини од 60 м.

## Становништво
Према резултатима пописа становништва 2011. у општини је живело 370 становника.
| 1931. | 1936. | 1951. | 1961. | 1971. | 1981. | 1991. | 2001. | 2011. |
| ----- | ----- | ----- | ----- | ----- | ----- | ----- | ----- | ----- |
| 679   | 667   | 752   | 783   | 601   | 513   | 466   | 413   | 370   |